# Rolandslied des Pfaffen Konrad
Das Rolandslied, auch Rolandslied des Pfaffen Konrad oder Mittelhochdeutsches Rolandslied genannt, ist eine mittelhochdeutsche Adaption der altfranzösischen Chanson de Roland durch den Pfaffen Konrad.
Während sich in den Grundzügen der Handlung keine Abweichungen finden lassen, ist es vor allem der starke christliche Grundton, der eine Betrachtung von Konrads Version dieser Chanson de geste als eigenes Werk nahelegt.

## Inhalt
Die Handlung spielt vor dem Hintergrund des Konfliktes zwischen Christen und Sarazenen in Spanien, welches durch das Heer Karls des Großen besetzt wird.
Im Zuge einer List bietet der Sarazenenkönig Marsilie die Hinwendung seines Volkes zum Christentum an. Der von Karl benannte Abgesandte, Rolands Stiefvater Genelun, verrät Land und Glauben und strickt mit den Heiden einen Komplott, an dessen Ende Rolands Tod und der Untergang des fränkischen Reiches stehen sollen.
Gemäß dem Plan wird Karl zum Abzug nach Aachen bewegt. Roland, nun Lehensherr über Spanien, bleibt zurück. Die Gefolgsmänner Rolands sind zugleich Teil von Karls engstem Beraterkreis und sehen sich einem übermächtigen heidnischen Heer gegenüber. Es kommt zur Schlacht zwischen den beiden Parteien, in deren Folge die Christenschar aufgerieben wird, den Heiden aber schwer zusetzt. Zu spät erscheint Karl auf dem Schlachtfeld, um seine Landsleute zu retten. Roland und seiner Streitmacht bleibt der Märtyrertod.
Von einer erneuten Übermacht der Heiden und deren König Paligan in eine weitere Schlacht verstrickt, kämpfen die Franken erneut. Diesmal wird das Hauptheer des Reiches von Karl persönlich in die Schlacht geführt. Die Schlacht endet mit einem Sieg der Franken nach einem göttlichen Eingriff, der Karl zum Sieg im Zweikampf gegen Paligan und den zuvor ermüdeten Christen zu neuer Stärke verhilft. König Marsilie stirbt aufgrund seiner Trauer über das Leid der Heidenvölker. Brechmunda, die Gattin Marsilies, lässt sich taufen und bewegt den Rest der heidnischen Bevölkerung zum Übertritt zum Christentum. In Aachen verstirbt Rolands Frau Alda, als ihr die Nachricht vom Tod ihres Mannes überbracht wird. Genelun wird der Prozess gemacht, dessen Ausgang durch einen Zweikampf entschieden wird. Geneluns Vertreter Binabel und Tierrich, der von Roland erzogen wurde, kämpfen gegeneinander. Tierrich siegt wie der biblische David über den weitaus erfahreneren und stärkeren Gegner, worauf Genelun gevierteilt und seine Anhänger enthauptet werden.

## Hintergründe

### Historische Quellen
Historische Grundlage der Chanson de Roland sind ein Feldzug Karls des Großen (778) und die darauf folgende Schlacht bei Roncesvalles. Die Statthalter von Barcelona und Girona hatten den Kaiser der Franken in Paderborn aufgesucht und zu dem Feldzug gegen Abd ar-Rahman ibn Mu'awiyas Reich eingeladen. Die verabredete kampflose Übergabe der Stadt Saragossa erfolgte nicht. Auf Karls Rückzug wurde dieser von aufgebrachten Vaskonen, Vorfahren der heutigen Basken, bedrängt. Er konnte mit kleinem Geleit und knapper Not die Pyrenäen überqueren und sich in Sicherheit bringen. Das Hauptkontingent des Heers wurde beinahe vollständig vernichtet. Eine Quelle berichtet, Emir Abd ar-Rahman sei Karl entgegengezogen, doch scheint er den Franken nicht mehr auf dem Boden des Emirats angetroffen zu haben.

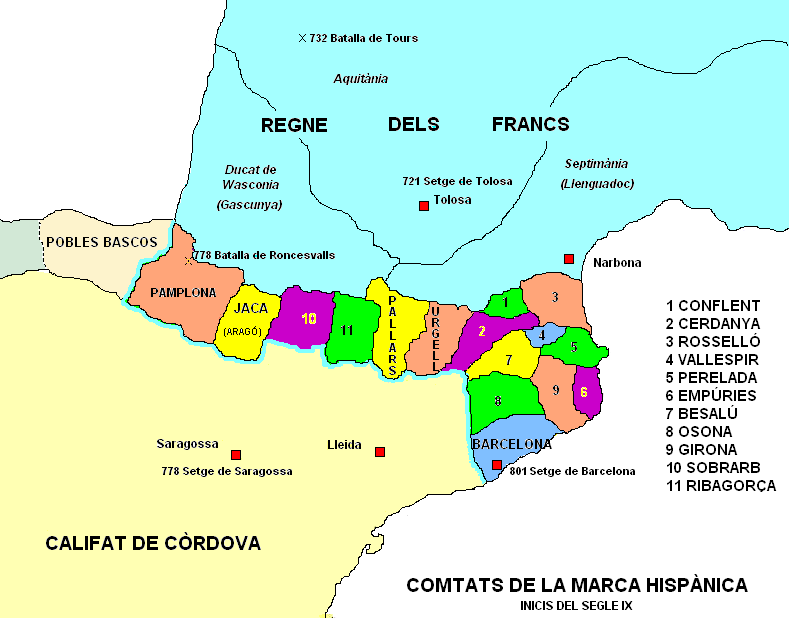
Überblick über die Spanische Mark
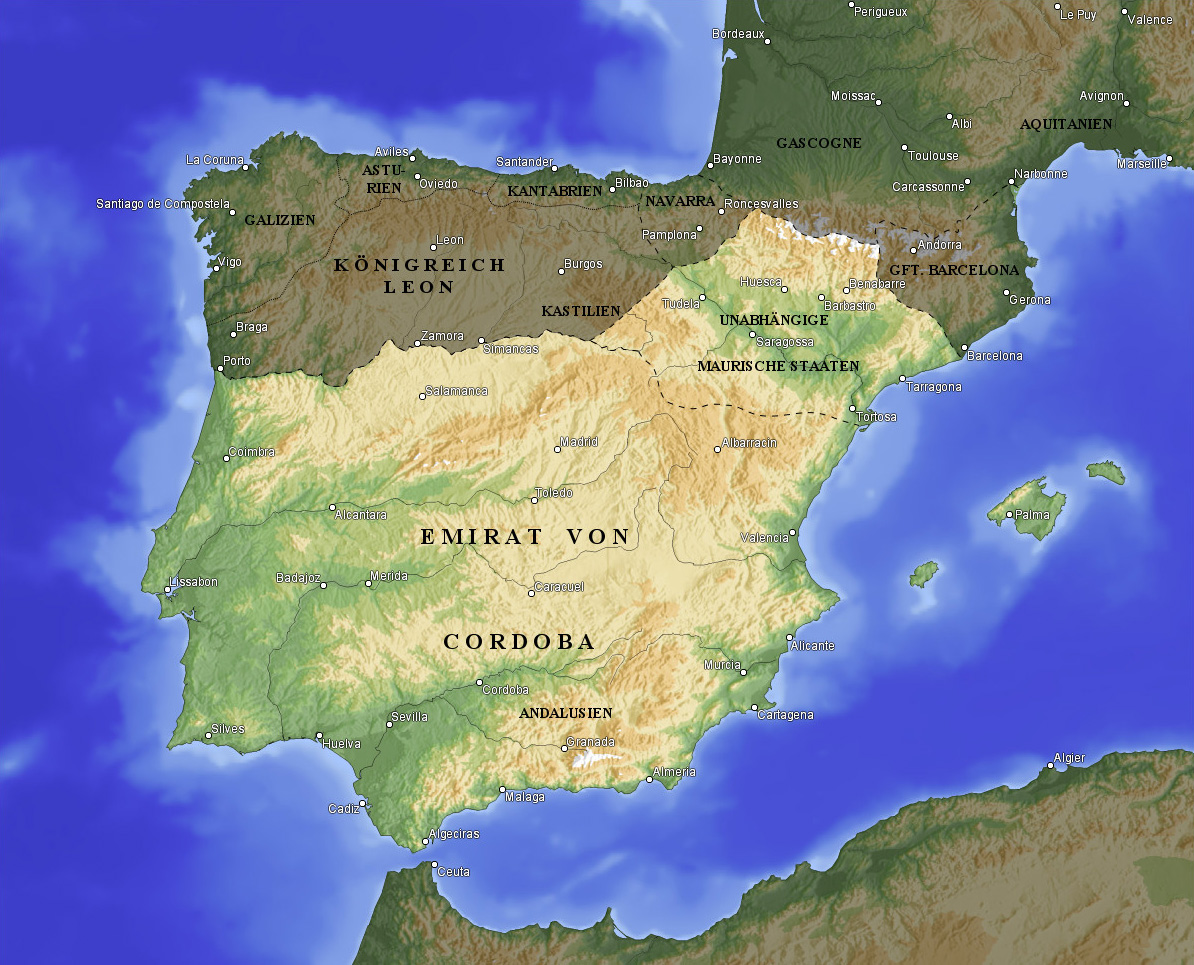
Übersicht über das Hoheitsgebiet des Emirates von Córdoba
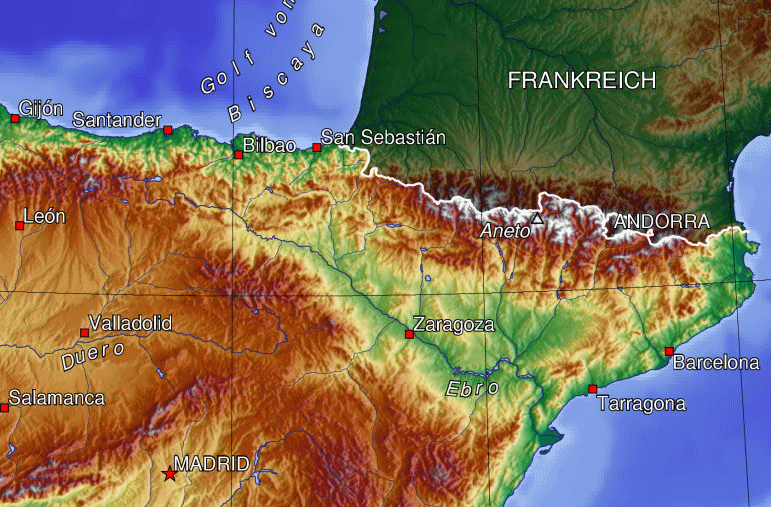
Die Pyrenäen

Es gibt nur wenige Hinweise auf die tatsächliche Existenz des Helden Roland. Als historische Person findet er Erwähnung in der von Einhard im 9. Jahrhundert verfassten Vita Karoli Magni, einer Biographie Karls des Großen. Einhard bezeichnet Roland im neunten Kapitel als „Hruodlandus Brittannici“ („Markgraf Roland von Bretagne“).
Wie er berichtet, wird Roland im Jahre 778 neben vielen anderen auf der Rückkehr von einem erfolglosen Feldzug des fränkischen Heeres gegen das muslimische Spanien bei einem Überfall der Basken getötet. Das genaue Datum der Niederlage am 15. August 778 überliefert die Inschrift des Grabsteins Eggihards: die XVIII Kalendas Septembrias. Neben dieser literarischen Quelle weisen drei Urkunden, die wahrscheinlich um 900 n. Chr. angefertigt wurden, auf die Existenz Rolands hin. Ein weiterer Nachweis findet sich in Form eines silbernen Denars aus der Zeit vor 790 n. Chr., auf dessen einer Seite „Carolus“ und dessen anderer „Rodlan“ eingeprägt ist. Diese Münze deutet darauf hin, dass Roland tatsächlich die Position des Markgrafen der Bretagne innehatte, weil mit dieser Stellung das Recht zur Münzprägung verbunden war.

### Die Rolandsage und ihre Entwicklung
Aus dem 12. Jahrhundert ist mit dem altfranzösischen Rolandslied die älteste feste, dichterisch stilisierte Form der Sage überliefert, die in mehreren Textfassungen vorliegt und wahrscheinlich auf eine nicht vorhandene Textgrundlage aus der Zeit um 1100 zurückgeht. Als Autor wird der normannische Adlige Turold angenommen. In der Chanson de Roland wurden die historischen Fakten bereits bedeutend verändert. Vor allem der christliche Glaube und der Kampf für Ansehen und Ruhm von Karls Reich – „la douce france“ werden nun als Teil der Handlungsmotivik der Figuren hervorgehoben.
Es ist nicht genau bekannt, wie und über welche Stufen sich die Rolandsage aus dem ursprünglichen historischen Kern entwickelt hat. Der erste Reflex findet sich in der Nota Emilianense, einer spätestens 1065/1075 eingetragenen lateinischen Notiz in einer Handschrift des Klosters San Millán. Hier findet sich der epische Nucleus aller später verschrifteten Versionen der Rolandsage: ein Teil des Figurenpersonals, die Sarazenen und nicht wie bei Einhard die Basken als Gegner und die Lokalisierung des Kampfes im französischen Roncevaux (span. Roncesvalles). Roland wird hier als einer der zwölf Neffen Karls des Großen bezeichnet.
Die entscheidende christliche Prägung der Figur Roland geschieht in der Historia Karoli Magni et Rotholandi. Sie entstand um 1130, wurde aber nachträglich Turpin, dem Erzbischof von Reims und Zeitgenossen Karls und Rolands, zugeschrieben, um ihr fälschlicherweise Authentizität als Chronik zuzuschreiben. Der Autor wird heute als „Pseudo-Turpin“ bezeichnet. In diesem Text wird Roland erstmals als „Märtyrer“ bezeichnet, der sein Leben für den christlichen Glauben ließ.
Um 1170 entstand dann das Rolandslied des Pfaffen Konrad, eine Übersetzung, Um- und besonders religiöse Ausdeutung des Stoffes der Chanson de Roland. Roland wird nun besonders als christlicher Ritter, als Miles christianus, gesehen und soll damit eine Vorbildfunktion erfüllen. Im Jahr 1220 erfolgte durch den Stricker eine Umarbeitung des Rolandsliedes in eine Lebensbeschreibung Karls des Großen, in der auch die Beschreibung des Todes Rolands einen noch größeren Raum einnimmt. In den nachfolgenden Jahrhunderten nahm die literarische Bedeutung Rolands ab, bzw. sein Charakter veränderte sich hin zum verliebten und eifersüchtigen Helden etwa in Orlando furioso.

### Geographie in Konrads Rolandslied
Geografisch werden viele reale Orte wortwörtlich oder durch Metonymien genannt, dies soll die nun folgende Tabelle aufzeigen.
| zentraler Vers | relevanter geografischer Ort | Handlung | Sonstiges |
| -------------- | --- | --- | --- |
| 32             | Yspaniâ | Ort der Haupthandlung ist die Iberische Halbinsel, vgl. Al-Andalus und Spanische Mark. | steht als pars pro toto für andere Eroberungen heidnischer Länder, vgl. V. 14                                                 |
| 56             | in Yspaniam | Gottes Auftrag an Karl den Großen: Er soll nach Spanien eilen um die Heiden zu bekehren | |
| 281            | unz an die Gerunde | Zum Schutz vor den Christen verheeren die Heiden ihr Land bis an die Garonne. | |
| 302f           | Tortolose | Schlacht bei Tortosa: Sieg der Christen, Bekehrung und Taufe der Heiden | |
| 362ff.         | Yspaniâ | Karls Vorgehen in ganz Spanien, bekehren oder bekämpfen. | |
| 377            | Sarragûz | Saragossa ist einziger Rückzugsort der Heiden. Sie halten sich dort verschanzt. Herrscher der Stadt ist König Marsilies, sie ist gut geschützt und u. a. von einem Gebirge umgeben.                                      | |
| 382            | gebirge | Marsillie zieht Truppen aus dem ganzen Land zusammen, für den Fall, dass Karl einen Einfall in die Mark über die Berge ausführt.                                                                                         | |
| 609            | vor Corderes | Karls Lager ist vor der Stadt Cordova, heute Córdoba, aufgeschlagen. Marsilies Boten suchen das Lager auf. | |
| 762            | stuole ze Ache | Mit einer List versuchen die Heiden, Karl zum Abzug nach Aachen zu bewegen. Grund hierfür ist eine angebliche Taufe Marsilies auf einem Hoftag. Die Trennung des Heeres soll es leichter schlagbar machen.               | |
| 841            | ûz der burc | Die Heiden wagen einen Ausfall aus der Stadt. | Es bleibt unklar, ob Saragossa, Cordova oder Tortolose gemeint ist.                                                           |
| 882 u. 890     | in die burc dâ wart verendet der strît | Die vorher genannte Stadt wird durch die Christen inklusive Roland und anderer Helden eingenommen. | |
| 1061f          | über Valchart zuo Almarîe | Bischof St. Johannes plant, den Guadalquivir zu überqueren und in der Stadt Almería das Evangelium zu verkünden. | |
| 1211f          | Nables unt Morinde, Valterne unt Pine | Genelun schlägt vor, auf Marsilies Vorschlag einzugehen und die vier genannten Städte zum Schutz besetzt zu halten. | |
| 1520           | Sarragûz | Karl will das Lehen über Spanien gerecht an Marsilie und an Roland aufteilen. Sollte Marsilie sich nicht fügen, so verspricht Karl nicht aus Spanien zurückzukehren, bis Saragossa zerstört ist.                         | |
| 1522           | ze Ache | Ergänzend zu den vorherigen Ausführung will Karl zudem Marsilie gefesselt und in Schande nach Aachen führen. | |
| 1748           | zuon heiden | Genelun zieht fremdbestimmt durch die anderen Fürsten als Bote zu den Heiden. | |
| 2460           | über gerite | Genelun spinnt seinen Verrat, bei dem Marsilie Karls Angebot zum Schein annehmen soll. Karls Rückzug über die Pyrenäen soll für einen Hinterhalt genutzt und dem Kaiser eine vernichtende Niederlage beigebracht werden. | |
| 2588           | Corders | Marsilie geht auf Geneluns List ein und verfasst Bittschriften an seine Verbündeten. Er selbst bezieht seine Bittschrift auf die gebrandschatzte Stadt Córdoba.                                                          | |
| 2773           | unter ainem ölboume | Zwei Reisetage von Saragossa entfernt übermittelt Genelun die betrügerische Botschaft an Naimes von Baiern. | |
| 2915           | Yspaniam…gewinnen | Genelun schlägt vor, Roland solle das gewonnen geglaubte Spanien als Fahnlehen empfangen. | |
| 3108           | roemische rîche | Karls Träume warnen ihn vor Geneluns Verrat und den Folgen für das ganze Römische Reich. | |
| 3175           | in dem ellende | Roland erbittet den Schutz der Helden für die Aufgaben im „fremden Land“. | |
| 3206 u. 3241   | haim zu Francrîche, der keiser kêrte ze lande. | Roland ermutigt den Kaiser Karl in die Heimat zu ziehen. 20.000 Mann bleiben mit Roland zurück. | |
| 3375ff.        | vâh uns die berge, ê sîn die haiden innen werden, daz wir die hoehe begrîfen | Roland und seine Männer besetzen im Anblick des feindlichen Aufgebots strategisch die höher gelegenen Posten. | |
| 3523f          | von Valfunde nach Salveterre | | Könnten allegorische Bezeichnungen für Erde und Himmel sein. Ebenfalls möglich sind Bezeichnungen für Spanien und Frankreich. |
| 3609           | portasperre | | Dieter Kartschoke weist auf das missverstandene porz d’Espaigne hin.                                                          |
| 3611           | urstamme | | Kartschoke weist auf das missverstandene Durstant hin.                                                                        |
| 4668           | marke … Tortolose … burc wart gewunnen | Die Christen haben die Stadt Tortosa eingenommen. | |
| 5242           | Sarragûz | Marsilie bezichtigt Genelun des doppelten Verrats in Saragossa. Er fühlt sich aufgrund der herben Verluste unter seinen Truppen von ihm hintergangen.                                                                    | |
| 6069           | ze hove | Der Schall Olifants erreicht den Hof des Kaisers. Es zeigt diesem an, dass sich Roland und seine Truppen in Gefahr befinden.                                                                                             | |
| 6126           | wider über das gebirge | Genelun wird als Strafe für seinen Verrat gefesselt und in Schande über die Pyrenäen zu Marsiie gesandt. | |
| 6159           | daz si daz wal funden | Karl sendet Verstärkung auf das Schlachtfeld. | |
| 6564f          | zwischen Manbrat, den bergen, unt den hoehen Jogeîn. | Zwischen dem Gebirgszug Manbrat und den Höhen des Jogein wurde ein Teil des christlichen Heeres vernichtend geschlagen. Mit dieser Kunde kehrt ein Fürst zu Roland zurück.                                               | |
| 6771           | gegen Yspanie | Roland verlässt das Schlachtfeld in Richtung Spanien. | |
| 6831ff.        | daz lant ze Anjûne, die mæren Petûwe … Provinciam …Progetaneam…Lancparten…Pülle…Malve unt Paleme…Sorbîten unt Baire…Sachsen …Alemanniam…Ungeren…Britannia…Behaim unt Polân, Franken … Friesen … Scotten unt Irlant … Engellant … unt andriu vil manigiu rîche. | Hier werden die Eroberungen Rolands im Namen Karls aufgelistet. | |
| 6929f          | in den zwain rîchen, ze Karlinge unt ze Yspaniâ | Sowohl in Frankreich als auch in Spanien gibt es wundersame Wettererscheinungen, die den Tod Rolands begleiten. | |
| 6950ff.        | Der keiser unt sîne helde gâheten von berge ze velde, dô kômen si ze Runzeval. | Kaiser Karl und seine Gefährten erreichen das Schlachtfeld. | |
| 7041ff.        | si erriten si ze nôtstreben in ainem vinsteren vale, dar trôsten sich die haiden alle. daz wazzer haizet Saibere, dâne machten si nicht übere. | In einem Tal am Fluss Ebro stellt das fränkische Heer die Heiden und übt vollständige, vernichtende Rache an ihnen. | |
| 7128f          | Der künc Marsilie kom fliehende widere ze Sarragûz für die stat. | König Marsilie flüchtet sich zurück in die Stadt Saragossa. | |
| 7150ff.        | Paligan … künc von Persiâ, der haiden houptstat ist dâ … komen über mer …(aus) Alexandriâ … wâren gevaren ûf bî der Saibra | König Paligan trifft, als Reaktion auf dessen Bittschriften, zu Marsilies Verstärkung aus Persien ein. | |
| 7257           | kêre durch Yspaniam…Paris…Ache…Rom | Die Heiden planen Rache und einen Einfall in das Reich der Karolinger. | |
| 7337           | Yspaniâ stât elliu lære | Spanien ist durch das Ausmaß der Kämpfe komplett leer. | |
| 7485           | Dô nâchten si Runzevalle. | In Roncesvalles findet Karl den in der Schlacht getöteten Neffen Roland. Dies verleitet ihn zu tiefer Trauer und auch zu rachsüchtigen Gedanken.                                                                         | |
| 7621f          | haim ze Karlingen | Die Leichen der gefallenen Helden werden in das Frankenreich überführt. | |
| 8593           | rôt wart diu Saibere | Der finale Kampf fordert große Opfer auf Seiten der Heiden. Ihr Blut färbt das Wasser des Ebro rot. | |
| 8665           | sie besazten die marke | Die Christen sichern nach siegreicher Beendigung der Schlacht die Spanische Mark, bestatten ihre Toten, suchen ihre Verwundeten und bahren ihre Särge der Heiligen auf.                                                  | |
| 8681           | ze Ache wollt er den hof hân | Zurück am Hof wird die Ordnung wiederhergestellt. Genelun wird für seinen Verrat gerichtet. | |

## Überlieferung des Rolandslieds in Text und Bild
Für jeden mittelalterlichen Text sind Entstehung, Überlieferung und Edition zu differenzieren. Die Spanne zwischen der Entstehung des Textes und der ersten Überlieferung beträgt oft mehrere Jahrzehnte, teilweise auch Jahrhunderte.
Originale (Autographe) der mittelhochdeutschen Dichtung sind so gut wie nie erhalten. Ein mittelhochdeutscher Text ist meistens in mehreren Handschriften überliefert. Allerdings sind die Textzeugen nicht miteinander identisch und somit gibt es verschiedene Varianten eines Textes.
Das Rolandslied ist in nur einer nahezu vollständigen Handschrift und sechs Fragmenten überliefert, von denen das umfangreichste beim Brand der Straßburger Stadtbibliothek 1870 zerstört wurde. Ein weiteres Fragment ist verschollen. Das Original – der Archetyp – ist nicht erhalten.

### Die Handschriften
1. Heidelberger Handschrift (P)
Die in der Heidelberger Universitätsbibliothek unter der Signatur Cod. Pal. germ. 112 (Codex Palatinus germanicus 112) aufbewahrte Handschrift umfasst 123 Pergamentblätter und stellt den umfangreichsten bekannten Überlieferungsträger des Textes dar. Es fehlt ein Doppelblatt mit ungefähr 150 Versen. Sie ist mit 39 Umrisszeichnungen geschmückt, die in den Text integriert sind. Sie ist Ende des 12. Jahrhunderts entstanden.
2. Straßburger Handschrift (A)
Die Handschrift ist beim Brand der Straßburger Stadtbibliothek, dem Vorgänger der Universitätsbibliothek, 1870 vernichtet worden. Der Text existiert nur noch aus einer Abschrift eines Wissenschaftlers von 4521 Versen (Joh. Georg Scherz). Auch diese Handschrift war mit Federzeichnungen versehen. Die Entstehungszeit beläuft sich auf das Ende des 12. Jahrhunderts.
3. Schweriner Bruchstücke (S)
Zwei Fragmente aus der Wissenschaftlichen Allgemeinbibliothek in Schwerin enthalten auf 5 Pergamentdoppelblättern insgesamt 1246 Verse. Sie werden auf das Ende des 12. Jahrhunderts datiert.
4. Arnstadt-Sondershauser (Thüringer) Bruchstück (T)
Der Umfang des Fragments beläuft sich auf die Reste eines quer durchgeschnittenen Pergamentblatts der Verse 1769–1869. Der Pergamentstreifen wird in der Sondershausener Stadt- und Kreisbibliothek aufbewahrt.
5. Erfurter Bruchstück (E)
Das in der Erfurter Wissenschaftlichen Allgemeinbibliothek aufbewahrte Pergamentblatt enthält die nur noch teilweise lesbaren Verse 3265-3350, entstanden ist es vermutlich am Ende des 12. Jahrhunderts oder zu Beginn des 13. Jahrhunderts.
6. Marburger Fragmente (M)
Zwei Stücke eines Pergamentblattes enthalten die Verse 2221-2227, 2248-2254, 2276-2282 und 2305-2311 und werden im Hessischen Staatsarchiv in Marburg aufbewahrt. Sie sind im 2. Viertel des 13. Jahrhunderts entstanden.
7. Kauslersches Fragment (W)
Das verschollene Pergamentblatt aus Stuttgart enthielt die Verse 4217- 4311 und ist nur aus den von Grimm mitgeteilten Lesarten bekannt. Nur mit Unsicherheit kann die Entstehung auf das Ende des 12. Jahrhunderts festgelegt werden.
Zum Handschriftenverhältnis hat Carl Wesle festgestellt, dass P, A und S auf eine (nicht erhaltene) Handschrift X zurückgehen, die nicht das Original sein könne, da sich in ihr bereits die schwankende Graphie gezeigt haben müsse, wie sie sich gleichläufig in den drei Handschriften widerspiegelt. E und T gehen auf eine andere Vorlage als diese vermutete Handschrift zurück, W weist ähnliche Fehler wie P auf, was ihre Verbundenheit zu X belegt. Über die Handschrift M lässt sich nichts Genaues sagen.
Allgemein lässt sich festhalten, dass das Original und die vorliegenden Abschriften in einem relativ engen Zeitraum zueinander entstanden sind.
Für die Entstehung des Rolandsliedes wird die Zeit um 1170/72 oder um 1185 bzw. das Ende der 1180er Jahre angenommen. Eine Frühdatierung in die Mitte des 12. Jahrhunderts wurde in der jüngeren Forschung hingegen nicht mehr vertreten. Verfasst wurde es wohl in Regensburg oder Braunschweig. Für beide Orte spricht der angenommene Auftraggeber Heinrich der Löwe. Für Braunschweig spricht, dass der Knauf von Rolands Wunderschwert Durendart in der französischen Vorlage die Reliquien von St. Peter, St. Dionysius, St. Basilius und der Gottesmutter enthält, während das deutsche Rolandslied den Heiligen Basilius durch den Heiligen Blasius ersetzt (V. 6875), der vor allem in Braunschweig verehrt wurde. Für Regensburg sprechen hingegen die wahrscheinlich bairische Sprache des Originals, die Rezeption der Kaiserchronik, die Hervorhebung des bayerischen Herzogs Naimes sowie ein Katalog bayerischer Namen.
Die erste Edition des Werkes beläuft sich auf den Abdruck der Handschrift P durch Wilhelm Grimm 1838. 1928 wurde die Edition von der bis heute gültigen Ausgabe von Carl Wesle abgelöst.

### Bildzeugnisse
Die mit 39 Federzeichnungen illustrierte Heidelberger Handschrift P gibt durch ihre Bilder fortlaufend die wichtigsten Handlungsabschnitte wieder. Die verbrannte Straßburger Handschrift A war auch mit Federzeichnungen versehen, von denen zwei Bilder im Abdruck in Kupferstichproduktion des 18. Jahrhunderts erhalten sind. An fünf Stellen in der Handschrift S ist Raum für Illustrationen ausgespart, vergleichbar zu der Handschrift P, was ihre Ähnlichkeit zueinander verdeutlicht. Von der Chanson de Roland ist keine illustrierte Handschrift bekannt, aber es wird vermutet, dass das Original des Rolandsliedes mit Federzeichnungen geschmückt war, auch wenn kein Bildbestand vorhanden ist und die Herkunft der Rolandsliedbilder bis heute noch nicht geklärt ist.

Federzeichnung der Abbildung auf Seite 3 der Straßburger Handschrift.[17]
Federzeichnung der Abbildung auf Seite 8 der Straßburger Handschrift.[18]

Detaillierte Bildzeugnisse liefert die Handschrift P. „Diese sind – wie man in der Forschung im Allgemeinen annimmt – in Regensburg-Prüfeningen entstanden.“ Der Maler ist unbekannt. Auffällig ist, dass alle Federzeichnungen keinen Rahmen besitzen und am Rand des Pergaments haften. Zudem enden die Figuren meist auf Knie- oder Knöchelhöhe.
Die Bilder stellen Kampfszenen, Eroberungsszenen, religiöse Themen und zentrale Figuren dar. Nicht nur zentrale Abschnitte des Rolandsliedes werden widergespiegelt, sondern die Zeichnungen geben auch eine inhaltliche Gliederung ab, auch wenn sie nicht immer genau an der Textstelle zu finden sind, auf die sie Bezug nehmen. Sie unterstützen das historische Geschehen, die Bezüge zu Gott und auf die Heilsgeschichte.

### Liste der Bildszenen in der Heidelberger Handschrift
Die meisten Bilder sind 8/9 × 13 cm groß.
1. Der Erzbischof Turpin tauft die Heiden in Spanien (fol. 5r)
2. Karl der Große mit seinem Schwertträger Roland, Olivier und einem weiteren Fürsten (fol. 5v)
3. König Marsilie mit zwei Vasallen (fol. 6r)
4. Blanscandiz und seine Begleiter vor dem Kaiser (fol. 8v)
5. Roland und Olivier erobern Cordova (fol. 11v)
6. Beratung der Franken unter dem Vorsitz Turpins (fol. 15v)
7. Karl der Große beauftragt Genelun, die Gesandtschaft zu Marsilie anzuführen (fol. 19r)
8. Genelun droht den Pairs bei seinem Aufbruch nach Saragossa (fol. 21v)
9. Blanscandiz nähert sich Genelun (fol. 24r)
10. Genelun berät sich mit den Heiden unter einem Ölbaum (fol. 26r)
11. Marsilie schlägt mit dem Stab nach Genelun; dieser zückt sein Schwert vor dem König (fol. 29v)
12. Marsilie und Genelun schwören auf ein Götzenbild (fol. 32v)
13. Der Traum des Kaisers (fol. 41v)
14. Roland erhält das Fahnenlehen (fol. 43v)
15. Turpin reicht Roland und den Pairs die Hostie (fol. 47r)
16. Marsilie und Cursabile (fol. 49v)
17. Cernubiles erhält den Oberbefehl über das Heer der Heiden (fol. 52r)
18. Turpin segnet die christlichen Helden (fol. 53v)
19. Roland erobert den Tempel Mahomets (fol. 57v)
20. Das Tauwunder (fol. 61v)
21. Reiterkampf zwischen Christen und Heiden (fol. 63r)
22. Die Christen im Angriff (fol. 66v)
23. Herzog Grandon rückt gegen die Christen vor (fol. 71v)
24. Turpin schwingt sein Schwert (fol. 74v)
25. Olivier besiegt den Heiden Justin (fol. 76v)
26. Die Heiden stoßen ins Horn (fol. 80v)
27. Karl vernimmt den Ruf des Olifant (fol. 84r)
28. Der Erzbischof Turpin segnet Roland (fol. 85v)
29. Roland führt Olivier vom Schlachtfeld (fol. 89r)
30. Die Heiden werfen ihre Spieße auf den Erzbischof Turpin (fol. 91v)
31. Roland erschlägt einen Heiden mit dem Horn (fol. 93v)
32. Ein Engel erscheint Karl dem Großen im Traum (fol. 98r)
33. Paligan fährt den Ebro herauf (fol. 100r)
34. Paligan überträgt Geneasin den Oberbefehl über das Heer (fol. 102r)
35. Der Kaiser im Gebet vor der Schlacht (fol. 108v)
36. Paligan nimmt Abschied von seinem Sohn Malprimes (fol. 109v)
37. Karl der Große schlägt Paligan das Haupt ab (fol. 114v)
38. Die Königin Brechmunda vor dem Kaiser (fol. 117r)
39. Genelun in Ketten vor Karl dem Großen (fol. 119r)

Passend zu dem Prolog (V. 1-30) des Rolandsliedes ist kein Bild vorhanden. Das erste Bild zeigt die Taufe der Heiden in Spanien (Vorspiel V. 31-360). Es folgen die Bilder 2- 14, welche unter anderem die Szenen der List der Heiden, des Auftrages Geneluns, sowie des Verrats und der Übergabe des Fahnenlehens an Roland aufzeigen (V. 361-3240). Der Angriff der Heiden und der Kampf bis zum Tode Rolands werden durch die Bilder 15- 31 begleitet (V. 3241-6949). Auf den Bildern 32- 38 lassen sich die Ankunft Karls, die Kämpfe, Paligan und der Sieg der Christen erkennen (V. 6950-8670). Das letzte Bild, Bild 39, bezieht sich auf Genelun, als über ihn in Aachen gerichtet wird (Nachspiel V. 8671-9016).
Die Verse 9017-9094 bilden den Epilog des Rolandsliedes, zu dem kein Bild in der Handschrift erstellt wurde.

## Der Ritter im Rolandslied
Etymologisch ist das Mhd. ritter (riter, ritaere) als Nomen agentis von reiten abgeleitet. Im Mittelalter war mit ritter der schwergepanzerte Reiter zu Pferde gemeint. Hiermit vergleichbar im Französischen ist chevalier, welches aus dem spätlateinischen caballarius abgeleitet wurde.
Der höfische Ritter im Mittelalter sollte idealerweise bestimmten Wertvorstellungen entsprechen. Diese waren vor allem durch Gerechtigkeit, Freigiebigkeit und Tugenden wie Weisheit, Beständigkeit und Tapferkeit ausgezeichnet.
Des Weiteren sollte der Ritter einer christlichen Lebensweise folgen und den Schwachen Schutz gewähren.
Der Ritterbegriff erlangt um das 12. Jahrhundert herum eine große Komplexität, wie sie sich auch an Werken wie Erec oder Der arme Heinrich belegen lässt. Ein Ritter kann sowohl ein herre als auch ein dienstmann sein. Herre Erec wird im gleichnamigen Artusroman als ritter bezeichnet, während in „Der arme Heinrich“ der dienstmann Heinrich ebenfalls ein Ritter ist.
Dass sowohl Herren als auch Dienstmänner Ritter sein können, zeigt sich auch im Rolandslied. Roland, der seinem Kaiser Karl dient, ist ein hochangesehener Ritter, der alle Schlachten anführt. Aber auch der große Kaiser Karl zieht in die Schlacht, um seine Gefallenen zu rächen und den Krieg für sich zu gewinnen. Auch Karl, der Herrscher, ist ein Dienstmann, denn er dient Gott. Das Rittertum beruht auf einem Verhältnis von Herrschaft und Dienst, der Ritter dient der Frau und Gott.
So werden Dienst und Herrschaft im Ritterbegriff integriert. Jedoch war der Ritterstand Adligen vorbehalte, die nur 2 % der Bevölkerung ausmachten. Das Wort „Ritter“ beinhaltete im Mittelalter also gleiche Ideale, Wertvorstellungen und Lebensformen.
Der Ritter lebt und handelt nach christlichen Werten, welche die Folgenden sind:
- Glaubensfestigkeit
- Treue dem Herren gegenüber
- Tapferkeit im Kampfe
- Schutz der Schwachen

Miles hat eine konkrete militärische Bedeutung und steht für den Kampf für den Herren. Der Begriff miles christianus meint also „christlicher Krieger“.
Das Evangelium predigt Frieden, jedoch sagt es auch, dass die Botschaft des Friedens durch Kampf erreicht werden kann. Der Kampf wird angesehen als Kreuzzug des Guten gegen das Böse, hierfür wird der miles christianus ausgebildet. Besonders ist hier natürlich der Kampf gegen die Ungläubigen gemeint; das spiegelt sich auch im Rolandslied wider, wo die Christen gegen die Heiden kämpfen und sich diese unterwerfen.
Im Rolandslied ist der Held Roland der Inbegriff eines miles christianus. Er kämpft ausschließlich für Gott und die Christianisierung der Ungläubigen. Roland ist sehr gläubig, dies geht sogar bis zum Martyrium, als er im Kampf für Gott sterben will.

### Grundsätze
Die sittliche Lebensführung der Mönche ist als Vorbild anzusehen, nach dem die Ritter zu leben strebten. Die Bedeutung der Heiligen Schrift und die ausführliche Beschäftigung mit ihren Inhalten trugen dazu bei, dass die Ritter wie „Mönche außerhalb des Klosters“ lebten. In diesem Zusammenhang kann von einer Art Synthese zwischen Mönch- und Rittertum gesprochen werden. Zu den Tugenden, die die Lebenshaltung des miles christianus verdeutlichen, gehören folgende Eigenschaften: großmütig (magnanimus), edel (ingennus), großzügig (lagifleus), königlich (egregius) und tüchtig (strennus). Grundsätzlich galt, dass der miles christianus Gott bis zu seinem Tod treu sein sollte und seinen christlichen Glauben im Kampf verteidigte.

### Ziele
Der Schutz der Religion und ihre Verbreitung und damit einhergehend die Konversion der Heiden, gelten als bedeutendste Ziele, die die Ritter zu der Zeit verfolgten. Ihrem Glauben nach befreien sie dadurch ihre Seele.
Zudem sollten sie sich als starke Krieger und als Verteidiger des Christentums im Kreuzzug bewähren. Sie kämpften aus christlicher Überzeugung bis zu ihrem Tode (Märtyrertod). Im Rolandslied wird dieses Phänomen besonders deutlich, als Roland nach den schweren Kämpfen und dem Verlust vieler seiner Männer, den Sarazenen nicht den Rücken zukehrt und flieht, sondern trotz der bewussten Unterlegenheit bis zu seinem Tod weiterkämpft. Im Märtyrerkampf gegen die Feinde zu sterben, ehrte die Ritter. Diese Tat brachte ihnen das erwünschte Seelenheil und Schutz bei Gott. Auch Roland stirbt in der Bereitschaft seinen Glauben bis zuletzt zu verteidigen und sein Land vor den „Unheiligen“ zu schützen.

### Waffen
Ein christlicher Kämpfer war, neben seiner schützenden Rüstung, ausgestattet mit Waffen, welche verschiedene Bedeutungen trugen. Nachdem der Kampf zunächst zu Pferd und mit der Lanze als Angriffswaffe begonnen hatte, wird er später als Nahkampf mit Schwert und Schild fortgeführt. Dabei fungiert das Schwert, das Roland bereits als eigentliche Waffe des Ritters bezeichnet hatte, daz swert ist ain rîterlîch gewant (nhd. 'das Schwert ist eine ritterliche Waffe; vgl. V. 5577), als Angriffswaffe, während der Schild ebenso wie Helm und Kettenpanzer primär als Schutz für die Körper der Kämpfenden gedacht waren.
Das Schwert war die wichtigste Waffe des miles christianus und es gilt im Mittelalter als prägnantes Merkmal des Ritters. Das Schwert ist das Symbol für Recht und Gerechtigkeit, aber auch der Herrschaft der Justiz. Gott benutzt den miles christianus für die Ausführung seiner Wünsche und gestattet ihm dafür den Besitz von Schwertern (Waffen). Somit ist das Schwert ein Mittel zum Handeln, um Gottes Wort auszuführen. Selbst der Bischof Turpin greift im Rolandslied zur Waffe und kämpft für Gott und den Frieden.
Durndart ist das legendäre Schwert Rolands im Rolandslied. Die heiligen Reliquien im Schwert ermöglichen es, dass das Schwert Rolands unzerstörbar ist. Roland scheitert bei dem Versuch es an dem Felsen zu zerstören. Daraus leitet sich auch eine symbolische Funktion des Schwertes im Mittelalter ab: das Schwert als Symbol für die Kontinuität von Herrschaft und die Weitergabe der Herrschaft (Translatio imperii). Folglich ist das Schwert im Mittelalter auch immer ein Attribut des Herrschers.

## Roland als Held und heroische Darstellungen bei Konrad
Bei der Betrachtung von heroischen Darstellungsmustern in Konrads Rolandslied ist vor allem die ursprüngliche Auffassung des Begriffes Held zu beachten. In der mittelalterlichen Vorstellung ist der Held eine Figur mit Fähigkeiten die auch normale Menschen besitzen, welche allerdings beim Helden positiv wie negativ bis in die Maßlosigkeit übersteigert sind. In der abendländischen Epik des Mittelalters wird die Vorstellung von Heldentum dann zudem eng an die Wertevorstellung des idealtypischen Miles christianus geknüpft.
Sowohl in der altfranzösischen Chanson de Roland wie auch im Rolandslied des Pfaffen Konrad bekommt Roland die Merkmale eines Helden zugeschrieben. Roland beweist Mut, Tapferkeit und Stärke auf dem Schlachtfeld, welche Primärmerkmale für einen musterhaften Helden der Zeit sind. Dennoch sind beide Darstellungsmuster unterschiedlich: In der mittelhochdeutschen Adaption erfährt die Figur eine Vergeistlichung, während sich seine Eigenschaften nicht grundlegend ändern, so wird doch seine Motivation verändert. Als Textbeleg hierfür ist Rolands Erklärung zur Verweigerung des hilfesuchenden Hornsignales zu sehen:
„unt ne waere ez dir, lieber geselle, nicht lait

ich swüere dir ain offen ait

daz ich ez niene blâsen wil.

der haiden nist nie sô vil,

ez ne sî ir aller vaictage. […]

wie saelic der ist geborn,

den got dâ zuo hât erkorn,

daz er in sînem dieneste beliget, […]

zuo disen fûlen âsen

ne wil ich niemer nicht geblâsen.

Si wânten, daz wir uns vörchten,

oder helve zuo in bedörften. (V. 3873–3892)“
Klar ist an dieser Textstelle der Bezug zu Gott herauszustellen. Neben dem klassischen Motiv, dem Beweis von Heldenmut, wird klar gesagt, dass das Heer und vor allem auch Roland dazu erwählt sind, für Gott den Dienst zu tun. Diese Wahl ist durch Gott selber geschehen und ein eventuell erfolgender Märtyrertod wird somit ebenfalls einem Zustand gleichgestellt, der als saelic erachtet wird.
Im Verlaufe des mittelhochdeutschen Rolandslieds werden Roland mehrere Eigenschaften zugeordnet, die ihn als Held erscheinen lassen. Neben den o. g. christlichen Tugenden sind so auch klassische Eigenschaften des Helden auszumachen: Kampfeskraft und Mut von Karls treuem Gefolgsmann werden mehrmals thematisiert. Sie machen Roland zu einem herausragenden Kämpfer und auch zum Hauptziel der Ansprachen König Marsilies und einzelner Krieger seines Heeres (vgl. u. a. V. 3660-3664) und somit auch zum Hauptziel der heidnischen Angriffe. Ebenfalls demonstriert Roland Verstand, als er die List Marsilies als solche durchschaut (vgl. V. 911–919), im Gegenzug aber auch die heldentypische Eigenschaft, vermezzen zu sein. Obwohl er sein bevorstehendes Verderben auf sich zukommen sieht, besteht er auf das Lehen in Spanien (vgl. V 3115f). Diese positiven und negativen Eigenschaften lassen Roland sein Schicksal erfüllen. Diese Erfüllung trotz Wissens um Konsequenzen ist ebenfalls ein für Helden typisches Verhaltensmuster.
Über die Abstammung Rolands werden im Inhalt des Rolandsliedes keine genaueren Angaben gemacht. Sagenstoffe aus dem französischen Raum konstruieren allerdings einen zunächst fragwürdig erscheinenden Verwandtschaftsbezug Rolands zu Karl: Der Held wird hier zum Sohn des heiligen Kaisers und seiner Schwester und ist somit Kind einer inzestuösen Beziehung. Obwohl diese Form sexuellen Kontaktes in christlichen Kulturkreisen als Tabu etabliert und bereits seit dem 6. Jahrhundert n. Chr. verboten ist, wird die Heldenhaftigkeit Rolands hierdurch nicht unterlaufen. Auch in anderen Sagenkreisen gibt es vergleichbare Motive bei der Erzeugung von Helden, wie aus dem nordischen Raum die Figur des Sinfiötli, welcher ebenfalls aus einer Inzest-Verbindung eines Geschwisterpaares entstammt.

## Das Bild des Kaisers im Rolandslied
Zunächst muss erwähnt werden, dass man die Forschung zur Darstellung Karls im Rolandslied in die ältere und in die jüngere Forschung aufgliedern muss, da die Auslegungen des Kaiserbildes jeweils unterschiedliche Ansätze aufzeigen:

### Ältere Forschungsansätze
In der älteren Forschung ist oftmals eine „Zweiteilung“ des Karlsbildes erkennbar. Der Herrscher wird durch eine Dichotomie charakterisiert:
Auf der einen Seite findet man einen machtbewussten, starken Kaiser, der sich als frommer Heidenbekämpfer auszeichnet (z. B. V. 31ff.; 83ff.), auf der anderen Seite zeigt sich ein passiver, durch eigene Emotionen im Handeln beeinträchtigter Kaiser:
„Der kaiser harte erblaichte. / daz houbet er nieder naicte.

daz gehœrde von ime flôch. / daz gesiune im enzôch.

vil trûrlîchen er saz. / sich verwandelôte allez, daz an im was,

trüebe wâren sîniu ougen. (V. 2965ff.)“
Gleichzeitig fürchtet der Kaiser weder den Tod im Heidenkampf, noch strebt er nach weltlichem Ruhm (vgl. die Rachekampfszene, speziell der Zweikampf V. 8439ff.). Als strenger, wiederum erbarmungsloser Richter zeigt sich Karl im Prozess gegen Genelun (V. 8673ff.).
In der älteren Forschung ist die Auslegung des Karlsbildes grundsätzlich stark an die germanische Heldendichtung angelehnt. In diesen Dichtungen nimmt der Held, trotz des Bewusstseins, dass er unterliegen wird, den Kampf gegen die übermächtigen Gegner auf. Er folgt damit dem alten germanischen Schicksalsglauben.

### Neuere Forschungsansätze
Die jüngere Forschung ist indes bemüht um eine vielseitigere, dem theologischen Gehalt des Textes angemessenere Auslegung des Karlsbildes:
Die Emotionen des Kaisers werden nicht mehr dichotomisch interpretiert, sondern dialektisch, d. h. Elemente der älteren und der jüngeren Interpretation der Kaiserfigur werden miteinander verbunden.
Auffällig sind die zahlreichen Indikatoren auf eine Verbindung zu Gott. So verweist die häufig auftretende Zahl Zwölf (z. B. der Paladine) auf die Apostel Christi. Auch die Funktionalisierung Geneluns zur Judas-Figur (V. 1925) ist ein weiteres Indiz. Zudem lassen sich mehrere Textstellen finden, in denen der Figur Karls Merkmale Jesu zugeschrieben werden:
- Der Morgenstern spiegelt sich in seinen Augen (V. 686f.)[32]
- Nach Karls Zornesausbruchs sprechen die Zuhörer ein „amen“ (V. 1165)[33]
- Prophetische Vorahnungen Karls, die trotz des drohenden Unheils nicht unterbunden werden:

„´min neve Ruolant / was mîn zesewe hant.

nû habet ir in mir benomen. / ich ne weiz, wie ich ze lande scol komen.

wie scol ez umbe mîn houbet gestân? / ez nist durch nehain guot getan.

Genelûn, hæt ir mîn gescônet, / iuweres dienestes würde iu vil wole gelônet.

ir ne getâtet mir nie sô laide. (V. 2973ff.)“
Zwar konterkarieren zur Schau getragene Emotionen und Schwäche das typische germanische Herrscherkonzept, bestärken jedoch die Verbindung Karls zu Gott. Diese göttliche Verbindung untermauert vielmehr seine kaiserliche Herrschaftslegitimation.
Karl wird als Nachfolger Christi installiert, der auch den Tod all’ seiner Paladine hinnimmt, da sie für einen göttlichen Zweck als Märtyrer gestorben sind (V. 8648ff).
Es tritt eine direkte Korrelation Karls mit dem biblischen König Salomo, einem Sinnbild monarchischer Weisheit, auf (V. 671).

## Hagiographische Darstellungsmuster im Rolandslied
Hagiographie meint im Folgenden die Lebensbeschreibungen von Heiligen. Bereits in der Spätantike sieht die Forschung sogenannte Märtyrerbiographien, mit denen sich das Rolandslied inhaltlich vergleichen lässt.
Im Rolandslied lässt sich zudem die für eine Befolgung der ars praedicandi stehende Anwendung von Prothema und Thema ausmachen. Hierbei wird ein als Ausgangspunkt dienendes Schriftzitat Thema genannt und dieses dann mit bestimmter Intention durch ein anderes Schriftzitat, ein Prothema, ergänzt. Qualitativ kann hierbei in eine divisio intra und eine divisio extra unterschieden werden. Erstere bezeichnet eine Ausrichtung auf eine intellektuelle Hörerschaft, bei der sich auf die Bibel und somit deren Kenntnis berufen wird. Im Rolandslied geschieht diese divisio intra beispielsweise durch Karls Aufruf an seine Gefolgsleute, Gott, der das Leben geschenkt hat, zu dienen (vgl. V. 87–106). Die divisio extra bezeichnet dagegen das Einbeziehen einer ungeistlichen oder weniger gebildeten Hörerschaft, wobei der Prediger hierbei mit deutlich konkreteren Beispielen arbeitet. Im Rolandslied kann hier als Beispiel Karls erste Heeresansprache dienen: Karl hat hier nicht mehr die Zuhörerschar seiner engen Vertrauten, sondern die große Allgemeinheit des Heeres und spricht deutlicher aus, was er im Kreis seiner engsten Vertrauten bildlich dargelegt hat (vgl. V. 181–221).
Durch das gesamte Werk Konrads ziehen sich zudem Predigtmerkmale, die die religiöse Wirkung des Rolandsliedes verstärken und im Folgenden aufgezählt werden:
- stereotype Hinwendungen an den Hörer/Leser (vgl. V. 199: nû will ich iu clagen)
- Einbeziehung des Lesers durch einen Predigerplural in der 1. Person (V. 2375 nu müezen wir alle wole klagen) oder wie im Epilog erkennbar in einem Gebetsaufruf (V. 9075f.: zuo den êwigen gnâden, / dar umbe ruofe wir alle AMEN.)
- paränetische Intention (V. 6819f.: scol dich dehain haiden tragen / daz wil ich iemer gote clagen.)
- Bibelbezüge – die Worte des kämpfenden Bischofs Turpin gleichen den Worten Davids in Psalm 50, 17 (V. 970ff.: hêrre got, schephe mînem munde ein türlîn, / daz ich hiute sô gerede, / alsô ez dîneme namen gezeme.)
- Verurteilung von Verrätern – Der Verrat durch Genelun wird dem Verrat durch Judas in Johannes 13,2 gleichgesetzt (V. 1979: der tiuvel gab ime den sin)
- Wortdefinitionen (V. 2411ff.: dizze heizet der pinrât / wande ez allez gevrumet wart / under einem pineboume / mit samt dem ungetriuwen Genelûne.)

Ebenfalls lassen sich hagiographische Charaktere im Rolandslied finden:
- König David fungiert in diversen Textstellen als biblisches Vorbild (V. 9066ff.: sîme schephære / opheret er lîp unt sêle / sam Dâvîd der hêrre.)
- Karl und Roland werden mit Christus verglichen und durch Bezüge zum Teil sogar gleichgesetzt, wie sich in folgenden Textbeispielen sehen lässt:

Karl in V. 708: „milter hêrre en wart in die werlt nie geborn.“
Roland in V. 6898: „dîne tugent hâstu an mir erzaiget.“
- Karls Rat setzt sich aus zwelf hêrren (V. 76) – zwölf Paladinen – zusammen und kann mit den zwölf Aposteln Jesu verglichen werden. Der Rat wird von Karl angerufen, Gott zu dienen.

## Träume im Rolandslied
Träume in der mittelalterlichen Literatur werden meist in drei Gruppen unterteilt.
Es wird zwischen einem von Gott gesandten Traum, einem vom Teufel verursachten Traum und einem auf psychologische Vorgänge zurückzuführenden Traum unterschieden.
Hierbei zeichnet sich der wahre, göttliche Traum vor allem durch seinen Offenbarungscharakter aus und wird nur von Personen geträumt, die eine enge Verbindung zu Gott und der Kirche haben.
Die Mehrzahl der Träume in der mittelalterlichen Literatur bedient sich der Allegorie als Mittel zur Ankündigung und Vorausdeutung zukünftiger Ereignisse.
Eine Allegorie bezeichnet im Gegensatz zur Personifikation keine 1:1-Übersetzung eines Gegenstandes und seiner Bedeutung. Bei der Allegorie steht ein Gegenstand sinnbildlich für einen anderen Gegenstand, die Auslegung der Bedeutung ist hierbei vielfältig und individuell unterschiedlich. Bei der Personifikation andererseits ist die Bedeutung festgelegt und wird meinst einheitlich verstanden. Die Bedeutungsvielfalt der Allegorie lässt einerseits Spielraum für Interpretationen und sorgt besonders im Bezug auf Träume für Spannung und kann eine geheimnisvolle Stimmung erzeugen.
Durch die Verwendung der Allegorie wird es andererseits erschwert, den Sinn des Traumes zu erkennen und die Aussage zu verstehen. Daher ergibt sich bei der Auseinandersetzung mit Träumen in der Literatur eine doppelte Fragestellung: Was gibt das Traumgeschehen an (genus literale) und was will es besagen (genus allegoricum)?

### Die einzelnen Träume und ihre Deutung
Alle Träume im Rolandslied werden von Karl geträumt und zeichnen sich durch ihren Offenbarungscharakter aus. Karl erkennt durch die Träume schon im Vorfeld zukünftige Wendepunkte im Geschehen. Das Mittel der Allegorie zeigt sich im Rolandslied vor allem durch die sinnbildliche Darstellung von Personen durch Tiere, die Träume werden im Text des Buchs selbst als „merkwürdig“ charakterisiert (V. 7127).

#### 1. Traum (V. 3026–3047)
Die Fürsten übertragen Roland die Aufgabe, das von den Heiden eroberte Land in Spanien zu beschützen, während der Rest der christlichen Streittruppe nach Aachen zurückkehrt. Der Vorschlag, dass Roland zurückbleiben soll, geht auf Genelun zurück, der so sein Vorhaben, Roland zu ermorden, ermöglicht sieht. Der Kaiser Karl wirft Genelun infolge des Zurücklassens Rolands vor, dass so seine rechte Hand und sein Schutz geraubt werden würde. Der Kaiser betet inbrünstig für das Heil Rolands und schläft währenddessen ein.
Er träumt davon, dass er einen langen Speer in der Hand hält, den Genelun ihm entreißt und zerbricht. Anschließend wirft Genelun das abgebrochene Speerstück in die Luft, wobei sich der Speer selbst in Luft auflöst. Karl hält nur noch einen kleinen Teil des Speers in der Hand.
Dieser Traum kann als eine Vorausdeutung der unheilvollen Ereignisse verstanden werden, die sich aus der Ernennung Rolands zum Anführer der Nachhut ergeben.
Eine mögliche Interpretationsweise wäre, dass der Speer ein Symbol für den Erfolg Rolands darstellt. Da Karls Macht zu einem Großteil von Rolands Funktion als Held und Beschützer abhängt, könnte das Zerbrechen des Speers für das Zerbrechen von Karls Macht stehen und sich auf die bevorstehende Niederlage der Nachhut und auf den Tod Rolands beziehen. Die Speerstücke, die in den Himmel fliegen, können das Aufnehmen der Seele Rolands ins Paradies bedeuten und zeigen gleichzeitig, dass Genelun den Teil des Erfolgs, den er kurzzeitig besaß, verliert. Im Traum besitzt Karl letztendlich nur noch ein kurzes Speerstück, was so gedeutet werden könnte, dass er nur einen Teil seines ehemals großen Erfolgs aufrechterhalten kann.

#### 2. Traum (V. 3066–3081)
Nach dem ersten Traum erwacht Karl für einen kurzen Augenblick, betet erneut und schläft wieder ein. Der zweite Traum schließt demnach direkt an den ersten Traum an.
Karl träumt von einem Bären, der zunächst in Ketten liegt, sich aber befreien kann und daraufhin seinen rechten Arm zerfleischt.
Der Traum kann als eine Vorausdeutung auf den Verrat Geneluns, auf dessen
anschließende Gefangennahme und auf das Gericht in Aachen verstanden werden.
Um den Sinn des Traums zu vermitteln, wird das Mittel der Allegorie genutzt, denn der Bär, als ein Symbol für Gefahr, steht für Genelun.
Der Bär in Ketten steht somit für eine Bedrohung, die existiert, aber noch nicht aufgedeckt wurde. Der gefangene Bär steht demnach vorausdeutend für Geneluns Vorhaben, Roland und die Nachhut zu verraten. Durch die Befreiung des Bären ist auch die Gefahr allgegenwärtig. Der losgerissene Bär steht hier demnach sinnbildlich für Geneluns tatsächlichen Verrat an der Nachhut.
Das Zerfleischen von Karls rechtem Arm kann als Vorausdeutung auf den späteren Tod Rolands verstanden werden. Diese Deutung kann damit begründet werden, dass Roland als rechter Arm im Sinne eines Beschützers für Karl fungiert und der freigelegte Knochen als Symbol für den Tod interpretiert werden kann.

#### 3. Traum (V. 7078–7127)
Der dritte Traum ist nach der ersten Racheschlacht Karls gegen die Heiden und vor Paligans Ankunft einzuordnen. Karl träumt hier, erneut im Anschluss an ein Gebet, von unterschiedlichen Naturereignissen und einer Reihe verschiedener Tiere, die zum Teil ihn selbst bedrohen, teilweise aber auch die christlichen Streittruppen angreifen.
Auch im dritten Traum wird das Mittel der Allegorie verwendet. Die Bedeutung der im Traum auftretenden Tiere kann allerdings vielseitig ausgelegt werden. Das im Mittelalter weit verbreitete Tierlexikon Physiologus schreibt den einzelnen Tieren keine eindeutigen Bedeutungen zu, sondern eröffnet mehrere Möglichkeiten der Auslegung. Im Folgenden wird eine Interpretationsmöglichkeit dargelegt.
Das im Traum beschriebene Unwetter und das Feuer können als Ankündigung der verlustreichen Schlacht Karls gegen Paligan gesehen werden. Das vom Himmel herabfallende Feuer ist hierbei ein Symbol für die Vernichtung der Heiden.
Der bevorstehende Aufstand der Heiden wird durch den Bären als Symbol für Gefahr vorausgedeutet. Der Löwe als Symbol für den Antichristen und Macht steht sinnbildlich für ihren Anführer Paligan. Die Schlangen können in diesem Zusammenhang als Symbol für Gottlose gesehen werden und stehen sinnbildlich für Paligan, der im Kampf versucht, Karl zur freiwilligen Unterwerfung zu überreden. Auch der Greif als Symbol des Christenverfolgers, des Stolzen und Überheblichen könnte in diesem Traum sinnbildlich für den Angriff der Heiden stehen.
Der Kampf zwischen dem wilden Tier, das den Kaiser angreift, und dem Hund, der den Kaiser verteidigt, deutet den späteren Gerichtskampf zwischen Binabel, der Bedrohung, und Tierrich, dem treuen Freund voraus. Der Hund, der das wilde Tier besiegt, übt eine prophezeiende Funktion hinsichtlich Tierrichs Sieg über Binabel aus.

## Chanson de Roland vs. Rolandslied
Die Chanson de Roland entstand zwischen 1075 und 1110 und zählt zu den ältesten Werken der Chanson de geste. Unter Chanson de geste versteht man eine der ältesten französischen Literaturgattungen, die von Heldentaten berichtet.
Der Verfasser der Chanson de Roland ist unbekannt; im letzten Vers nennt sich ein Turoldus, der la geste (…) declinet, also sich mit der Chanson de Roland 'befasst’ habe, was nicht zwangsläufig auf eine Verfasserschaft hinweist, sondern auch eine literarische Vorlage, den (gesungenen) Vortrag, eine Überarbeitung oder eine Niederschrift des Werkes meinen kann. Einen Turold bildet auch der Teppich von Bayeux ab:

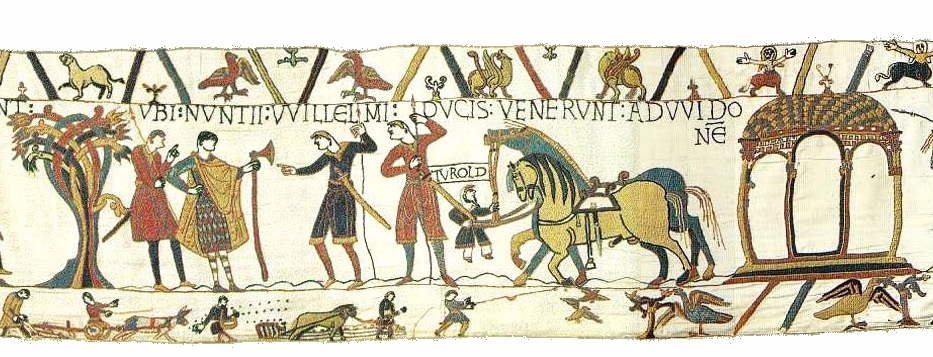
Teppich von Bayeux, Szene 10a.

Einen abweichenden Namen findet man in Waces Roman de Rou; dort heißt es, dass jemand namens Taillefer schön über die Schlacht von Roncesvalles und deren Protagonisten Karl, Roland und Olivier gesungen habe (moult bien cantoit).
Die Chanson de Roland ist in sieben Handschriften vorhanden, des Weiteren existieren drei Fragmente. Die Chanson diente als Prototyp der Heldensage um Karl den Großen und Roland, die dann in viele weitere Sprachen übersetzt wurde.
Konrad, der Verfasser des mittelhochdeutschen Rolandsliedes, teilt im Epilog mit, dass er das Werk aus dem Altfranzösischen über eine (anderweitig nicht belegte) lateinische Zwischenstufe ins Mittelhochdeutsche übersetzt habe (V. 9080-9083). Er konzentriert sich in seiner Übersetzung mehr auf Karl denn auf Roland, daher wird das mittelhochdeutsche Rolandslied auch „Karlslied“ genannt. Obwohl das Epos sich namentlich auf Roland bezieht, ist Karl der Große doch der eigentliche Protagonist und Held der Geschichte. Des Weiteren ist der starke Bezug auf die französische National- und Staatsidee beim Pfaffen Konrad nicht mehr vorhanden, stattdessen rücken die Christlichkeit und der Glaube sowie die absolute Hingabe für Gott in den Vordergrund. Dies ist in der altfranzösischen Vorlage nicht der Fall. Konzentriert man sich auf die Kampf- und Schlachtszenen, so fällt auf, dass die Einzelkämpfe in der Chanson viel detaillierter und minutiöser dargestellt sind. Bei Konrad wird mehr Fokus auf die Gesamtzahl der vernichteten Heiden gelegt.
Inhaltlich jedoch lässt sich in beiden Werken der gleiche rote Faden finden. Es gilt nicht zu vergessen, dass das mittelhochdeutsche Rolandslied im Grunde eine Übersetzung der Chanson de Roland ist und somit inhaltlich größtenteils Übereinstimmungen nachzuweisen sind.

## Die Rezeption des Rolandsliedes in der Neuzeit
Im Kaiserreich förderte Kaiser Wilhelm II. durch Finanzierungen das Aufstellen neuer Rolandsfiguren. Roland galt ihm als Symbol der Untertanentreue. In der Zeit des NS-Regimes von 1933 bis 1945 gab es nur vereinzelte Vereinnahmungen Rolands und daher auch nur wenige neue Figuren. Seit der deutschen Wiedervereinigung 1989 entstanden viele Statuen neu. Die Rolandsfiguren haben eine große Anziehungskraft auf Touristen, so dass sich Städte mit Rolandstatuen in den Bund der Rolandsroute (auch Rolandstraße) zusammenschlossen.
In der Rolandstadt Burg (bei Magdeburg) wurde 1581 vor dem Gildehaus eine Statue aus Sandstein aufgestellt, die als Symbol für Marktrechte galt. 1823 wurde dieses Haus verkauft und die Statue Rolands in ihre Einzelteile zerlegt. 1861 wurde der Torso der Statue in die Westfassade des „Hotel Roland“ eingefügt. 1968 riss man das „Hotel Roland“ ab und lagerte den Torso der Statue ein. Theodor Fontane war 1840 Apothekenmitarbeiter in der Burger Adler-Apotheke und widmete einen Teil des Gedichtes „Burg an der Ihle“ dem Schicksal des Rolands. Am 17. September 1999 wurde an der ursprünglichen Stelle eine neue Rolandsstatue aus Sandstein als Nachbildung des Vorgängers von 1581 errichtet.
Das Rolandreiten geht auf das Quintaine-Spiel zurück. Um 1200 veranstaltet Roland das Spiel während der Belagerung. Ab dem 16. Jahrhundert wurde in Schleswig-Holstein das Reiterspiel mit dem Stechen nach den Ringen und dem Hauen nach dem Roland als Teil des Dithmarscher Brauchtums vollführt.
1698 fand man eine Rechnung in einem Dorfe in Dithmarschen für das Eisen zum Ausbessern des Rolands, welches vom Dorfschmied bereitgestellt wurde. Demnach war die Figur des Rolands schon alt und ausbesserungsbedürftig.
Im Ersten Weltkrieg zwischen 1915 und 1916 hat man Holzfiguren des Rolands mit Nägeln beschlagen. Diese Praxis diente als Sammelaktion von Geld für Kriegshinterbliebene und -verwundete, da staatliche Sozialfonds nicht zur Versorgung der Bevölkerung ausreichten. Roland fungierte in diesem Zusammenhang als kriegerischer, aber edler Held, der unüberwindbar schien und als Symbol der großen solidarischen Leistung für folgende Generationen.
In Bad Windsheim findet man so zum Beispiel Roland als Kriegerdenkmal, welches von 1926 bis 1928 erbaut worden ist und als Mahnmal für die Gefallenen des Ersten Weltkrieges steht.

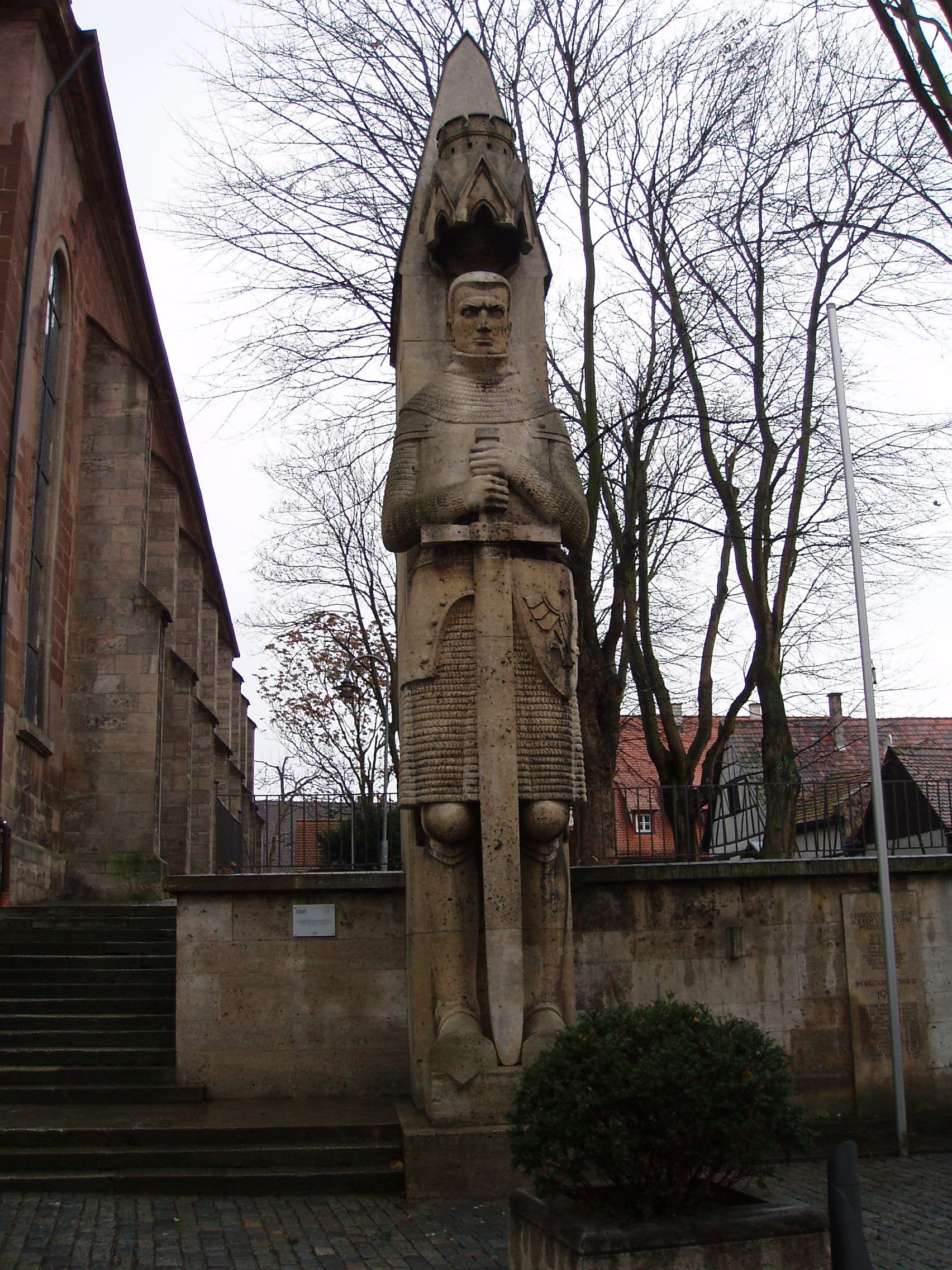
Das Roland-Kriegerdenkmal von Bad Windsheim.
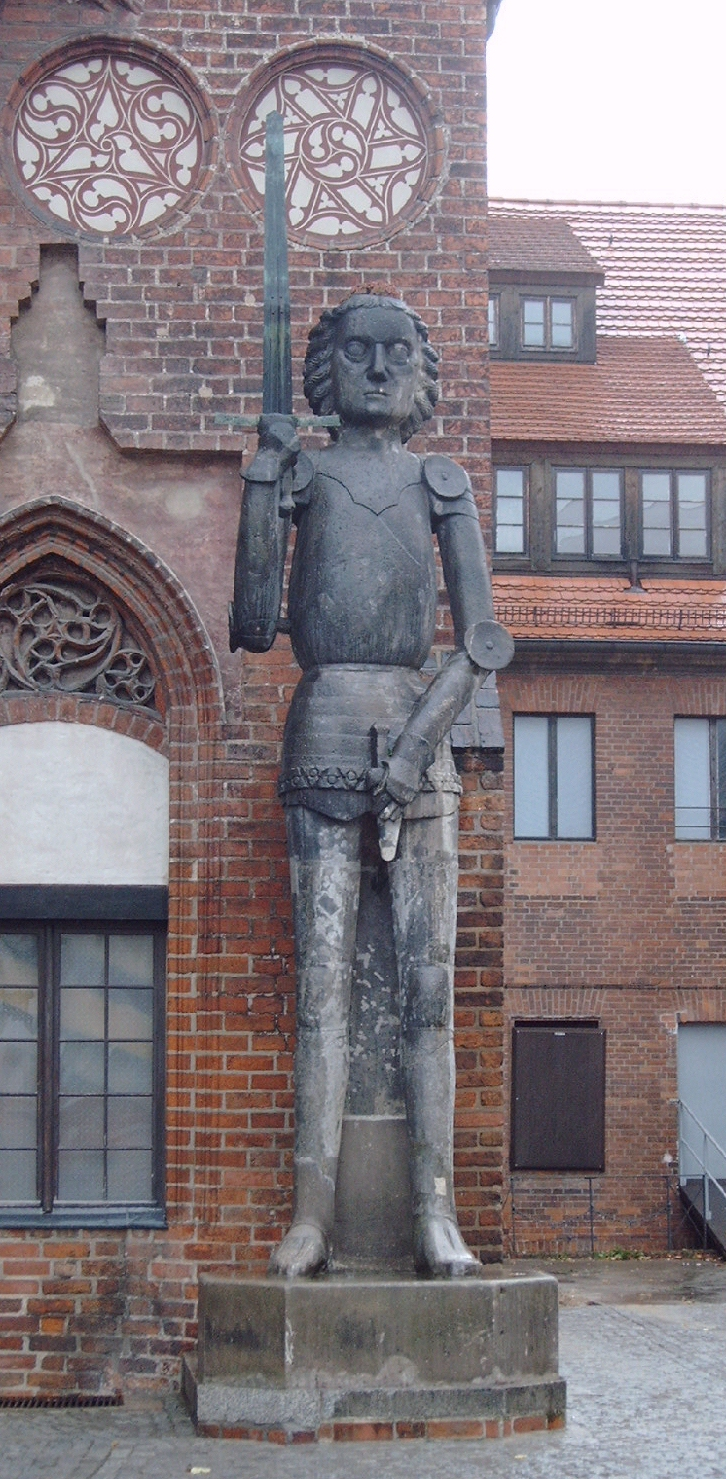
Rolandstatue in Brandenburg an der Havel.

Auf Rügen findet man die Kleinbahn Der rasende Roland, die 1895 entstand und heute eine der Touristenattraktionen der Insel darstellt. In der DDR gab es von 1987 bis 1989 eine Serie von Briefmarken mit den bekanntesten Rolandfiguren des Landes. Des Weiteren findet sich die Verwendung des Namens im Zusammenhang mit Apotheken, Lebensmitteln, Spirituosen, Kaffee, Porzellan und Möbeln.
Das Rolandslied wurde ebenfalls in der Kunst neu rezipiert. So entstand im 15./16. Jh. ein Epos Orlando furioso (deutsch: Der Rasende Roland) von Ludovico Ariosto, welches von den Kriegen Karls des Großen gegen die Sarazenen handelt. Antonio Vivaldis Opern von 1714 Orlando furioso und 1727 Orlando handeln von dem Ritter Orlando und der Zauberin Alcina. Die Oper Orlando paladino (deutsch: Der Ritter Roland) von Joseph Haydn ist Haydns erfolgreichste Oper und bezieht sich auf die Rolandsepisode aus Ariostos Epos.
Der Film Roland mit Klaus Kinski aus dem Jahre 1978 ist eine aktuelle Rezeption des Rolandsliedes.